# كوشيكو جاكو نو جولييت
كوشيكو جاكو نو جولييت هو انمي ياباني أنتج سنة 2018 في فصل الخريف من طرف أستوديو LIDENFILMS وتدور أحداثه في أكاديمية يرتادها طلاب من دولتين مختلفتين ويقيمون في مساكن منفصلة هنالك منافسة شرسة بين الطلبة يقودها كل من مدراء تلك المساكن وهم إنازوكا وبيرسيا وهما طالبان أيضا في هذه الأكاديمية لكن في الخفاء فإنهما يحبان بعضهما ويجب عليهما إبقاء هذه العلاقة سرا عن زملائهم وإلا ستحدث أمور لا تحمد عقباه. يحتوي الأنمي على جزء واحد فيه أثنا عشر حلقة ومدة كل حلقة هي أربعة وعشرين دقيقة